# Adam van Koeverden
Adam van Koeverden (Toronto, 29 gennaio 1982) è un politico ed ex canoista canadese.
Ha rappresentato il Canada ai Giochi olimpici di Atene 2004, vincendo la medaglia d'oro nel K1 500 metri e quella di bronzo nel K1 1000 metri, ed ai Giochi di Atene 2004, dove si è classificato al secondo posto nel K1 500 metri.
Alle elezioni federali canadesi del 2019, è stato eletto alla Camera dei comuni, in rappresentanza del distretto elettorale di Milton, come membro del Partito Liberale del Canada.

## Palmarès
- Olimpiadi

Atene 2004: oro nel K1 500 m e argento nel K1 1000 m.
Pechino 2008: argento nel K1 500 m.
Londra 2012: argento nel K1 1000 m.
- Mondiali

2003 - Gainesville: argento nel K1 1000 m.
2005 - Zagabria: argento nel K1 1000 m e bronzo nel K1 500 m.
2007 - Duisburg: oro nel K1 500 m e argento nel K1 1000 m.
2009 - Dartmouth: bronzo nel K1 1000 m.
2010 - Poznań: bronzo nel K1 500 m.
2011 - Seghedino: oro nel K1 1000 m.